# Rivas-Urbanizaciones
Rivas Urbanizaciones – stacja metra w Madrycie, na linii 9. Znajduje się w Rivas-Vaciamadrid i zlokalizowana jest pomiędzy stacjami Puerta de Arganda i Rivas Futura. Została otwarta 7 kwietnia 1999.